# 염순덕
염순덕(? ~ 2001년 12월 11일)은 대한민국의 군인이다. 대한민국 육군 하사로 임관 후 수도기계화보병사단에서 다년간 복무중이던 2001년에 의문사하였다.

## 의문사 사건
2001년 12월 11일, 약간 이른 저녁 시간에 가족들에게 회식이 있다고 말한 후, 집을 나왔는데, 이 과정에서 휴대전화를 두고 나갔다. 1차 회식, 2차 회식을 마친 후 귀가를 하던 도중 의문사를 당했다.
이 사건의 배경에는 염순덕 상사와 홍 모 준위의 갈등에서 비롯되었는데, 이는 인간관계에 심각하게 영향을 미칠 정도였으며, 염순덕 상사가 전역을 원할 정도로 알려졌다. 이 중 큰 갈등이 있던 일 중 하나가 수송관인 홍 모 준위가 군용연료를 착복려던 것을 행정보급관인 염순덕 상사가 알게 된 것이었는데, 이는 염순덕 상사가 소속된 부대의 병사로부터 홍 모 준위가 군용연료 착복한다는 것을 보고받은 것이다. 이 착복에는 국군기무사령부 소속 이 모 중사가 연관되었고, 이 모 중사는 홍 모 준위와 함께 염순덕 상사 의문사 사건의 핵심 용의자로 지목되었다.

## 미디어
- SBS 그것이 알고 싶다

## 같이 보기
- 수도기계화보병사단
- 국군기무사령부